# Мотра
Мотра (яп. モスラ, мосура) — це вигаданий монстр, або кайдзю, який вперше з'явився у фільмі «Мотра» 1961 року, виробленому студією Toho. Пізніше Мотра стала постійним персонажем у фрашизі Ґодзілла. Зазвичай вона зображена як колосальна личинка метелика (гусениця) або імаго. Зазвичай вона супроводжується двома мініатюрними жінками, які говорять від її імені. На відміну від інших монстрів Тохо, Мотра є героєм, який зображувався як захисник її власного острова, Землі, та Японії. На дизайн Мотри вплинули гусениці шовкопряда, а також шовкова міль з сімейства Saturniidae.
Мотра — одна із найпопулярніших монстрів Тохо і за загальною кількістю знятих фільмів поступається лише Ґодзіллі. Опитування, проведені на початку 90-х років, свідчать про те, що Мотра користувалася особливою популярністю серед жінок, які були на той час найбільшою частиною аудиторії кіно. Цей факт пізніше спонукав Toho до знімання фільму «Ґодзілла проти Мотри: Битва за Землю» 1992 року, який був найкращим фільмом Тохо після Кінг-Конг проти Ґодзілли. IGN вказала Мотру №3 у своєму списку «Топ-10 японських кіномонстрів», тоді як Complex зарахував цього персонажа як №7 у своєму списку «15 найпопулярніших кайдзю всіх часів».

## Ім'я
В оригіналі ім'я Мотри є комбінацією японського суфікса «Ра» та англійського слова «Moth» (англ. міль, метелик). Суфікс «Ра» взятий від японського перекладу слова «кит» (яп. 鯨（クジラ), кудзіра), що також вживається і в контексті опису великих розмірів (великий як кит). Українська назва «Мотра» утворилася на основі англійської транскрипції «Mothra».

## Історія створення
Для розробки сценарію першого фільму кіностудія «Toho» найняла чотирьох письменників для створення чотирьох незалежних оповідок про це чудовисько. Три з них згодом були надруковані в 1961 році в січневих номерах газети «Асахі сімбун». Проте сценарист Сін'їті Секідзава не прийняв більшість ідей з них, вирішивши написати сценарій, базуючись тільки на розповіді «Дивовижні феї та Мотра». Постановником спецефектів стрічки був Ейдзі Цубурая, що працював над створенням фільмів про Годзіллу та інших монстрів. Рухами ляльки Мотри керували актори Харуо Накаджіма і Кацумі Тедзука. У другому фільмі в ролі Мотри був лише Тедзука, оскільки Накаджіма грав Ґодзіллу. 

## Опис і здібності
Мотра — ця велетенська комахоподібна істота, яка мешкає на вигаданому острові Інфант, де раніше відповідно до сюжету першого фільму 1961 року проводилися випробування ядерних бомб вигаданою країною Ролісікою. Мотра вилуплюється з величезного яйця у вигляді велетенської личинки, яка потім перетворюється на величезне крилате чудовисько, що нагадує міль. У такому вигляді Мотра може літати, а помах її крил створює потоки повітря, здатні здувати автомобілі й дахи будинків. У вигляді личинки Мотра здатна виділяти струмені павутини, щоб спорудити собі кокон або обвивати ворогів.
На острові Інфант також мешкає плем'я диких аборигенів, які ставляться до Мотри, як до божества. Серед них є дві дівчини-близнючки дуже маленького зросту, що називаються «сьобідзін» (яп. 小美人, «маленькі красуні»), які здатні телепатично спілкуватися з людьми і Мотрою.

## Історія персонажа у фільмах

### Мотра
Після того, як в результаті експедиції на острів Інфант з нього були викрадені дві мініатюрні дівчинки, Мотра вилуплюється з яйця і вирушає за ними в Токіо, де згортається в кокон біля Токійської телевежі й перетворюється на велетенську міль. Військові сили не можуть нанести Мотрі ніяких ушкоджень, і та вирушає у вигадане місто Нью-Кирк, де на той момент знаходяться себідзін, і, забравши їх, повертається на острів. 
Цей фільм є нетиповим з-поміж кінострічок про кайдзю. За каноном жанру, в подібних фільмах монстри зазвичай виявляються переможеними людьми, але в «Мотрі» людям доводиться віддати те, що чудовисько хоче — викрадених дівчат. І сюжет побудований таким чином, що головним «монстром» стає не Мотра, а людина — Кларк Нельсон, відповідальний за їхнє викрадення. Варта уваги і наявність у Мотри мотивації до руйнування. Вона робить це не «просто так», а проявляє вимушену агресію у відповідь на дії людей. Успіх «Мотри» переконав кінокомпанію «Toho» після семирічної відсутності Ґодзілли в кіно повернути його на екрани в 1962 році (див. «Кінг-Конг проти Ґодзілли»). 

### Мотра проти Ґодзілли
В 1964 році два монстри зіткнулися у фільмі «Мотра проти Ґодзілли», для якої це була друга поява на екрані. За сюжетом, на узбережжі Японії тайфуном викидає велетенське яйце з острова Інфант. Також виявляється, що тайфун приніс Ґодзіллу, який, прокинувшись, тут же влаштовує руйнування. Люди вирушають на острів і за допомогою сьобідзін просять допомоги у Мотри, у формі імаго, що доживає свої останні дні. Вона погоджується допомогти, б'ється з Ґодзіллою, але гине у битві. У той же час з яйця вилуплюються дві велетенські личинки Мотри, які перемагають Ґодзіллу, а потім відпливають на рідний острів. 
У цьому фільмі Мотра — не чудовисько-руйнівник, а чудовисько-божество, що має розум і вирішило врятувати людство. Такий хід до представлення кайдзю виявився вдалим, і сценарист Сен'їті Секідзава в майбутніх сценаріях почав наділяти подібними якостями Ґодзіллу.

### Інші фільми
Мотра також з'являлася у фільмах: «Ґідора, триголовий монстр» (1964), «Ґодзілла проти Монстра Зеро» (1965), «Ґодзілла проти морського монстра» (1966) і «Знищити усіх монстрів» (1968). Потім компанія «Toho» на якийсь час припинила створення фільмів про кайдзю, і Мотра повернулася на екрани лише в 1992 році у фільмі «Ґодзілла проти Мотри: Битва за Землю», після чого отримала власну серію фільмів: «Мотра» (1996), «Мотра 2» (1997) та «Мотра 3» (1998). У серії Міленіум Мотра з'являлася у фільмах: «Ґодзілла, Мотра, Кінґ Ґідора: Монстри атакують» (2001) і «Ґодзілла: Фінальні війни» (2004).
Компанія «Legendary Pictures» придбала права на використання Мотри і деяких інших кайдзю, які з'являться у фільмі «Ґодзілла 2» (2019) — сиквелі американського фільму «Ґодзілла» (2014).

## Фільмографія
- Мотра (1961)
- Cheers, Mr. Awamori! (річ)
- Мотра проти Ґодзілли
- Гідора, триголовий монстр
- Ебіра, жах з глибини
- Знищити всіх монстрів
- Ґодзілла проти Гайгана
- Бувай, Юпітере (використаний матеріал)
- Пригоди! Ґодзілленд
- Ґодзілла проти Мотри: Битва за Землю
- Ґодзілленд
- Ґодзілла проти СпейсҐодзілли
- Мотра (1996)
- Острів Ґодзілли
- Мотра 2
- Мотра 3
- Ґодзілла, Мотра, Кінг Гідора: Атака всіх монстрів
- Ґодзілла проти Мехаґодзілли 3
- Ґодзілла, Мотра, Мехаґодзілла: Спасіть Токіо
- Ґодзілла: Фінальні війни
- Конг: Острів Черепа (печерний малюнок)
- Ґодзілла: Місто на грані битви (згадана)
- Ґодзілла: Пожиратель планет
- Ґодзілла 2
- Ґодзібан

## Мотра в біології
На честь Мотри названо декілька таксонів та інші біологічні об'єкти:
- Blackburnia mothra Liebherr & Porch, 2014 — вимерлий вид жуків із родини турунів (триба Platynini), відкритий в пізньоголоценових відкладеннях печери Makauwahi на гавайському острові Кауаї[8]
- Mothra bunyavirus — вид вірусів з родини Bunyaviridae[en], що інфікує яблуневих плодожерок[9]
- Pleomothra Yager, 1989 — рід ракоподібних із родини Godzilliidae класу Реміпедії, що мешкає в морських печерах на Багамських островах[10]
- DHH_Mothra — багатокопійний неавтономний гелітрон в геномі рису посівного[11]

## Факти
- Уперше, як персонаж, Мотра з'явилася в романі-фейлетоні «Дивовижні феї та Мотра» (яп. 発光妖精とモスラ, Хакко: Йо:сеї то Мосура) Сін'їтіро Накамури, Такехіко Фукунагі та Йосіе Хотти, але відомою стала лише завдяки фільму «Мотра», що вийшов 1961 року.